# اولدریش نیدلی
اولدریش نیدلی (انگلیسی: Oldřich Nejedlý؛ ۲۶ دسامبر ۱۹۰۹ – ۱۱ ژوئن ۱۹۹۰) یک بازیکن فوتبال اهل جمهوری چک بود.